# Quartzo de impacto

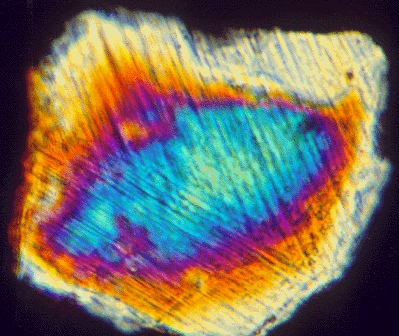
Quartzo de impacto numa amostra da cratera de impacto da Baía de Chesapeake.

Quartzo de impacto é uma forma de quartzo que tem uma estrutura microscópica que é diferente do quartzo normal. Sob pressão intensa (mas temperatura limitada), a estrutura cristalina do quartzo deforma-se segundo certos planos no interior do cristal. Estes planos, que são visíveis como linhas ao microscópio, são chamados estruturas de deformação planar (EDPs), ou lamelas de choque.

## Descoberta
O quartzo de impacto foi descoberto após testes subterrâneos de armas nucleares, os quais produziam as pressões intensas necessárias à sua formação. Eugene Shoemaker mostrou que o quartzo de impacto é também encontrado no interior de crateras criadas por impactos de meteoros, como a cratera de Barringer. A presença de quartzo de impacto prova que estas crateras foram formadas por um impacto: um vulcão não geraria a pressão necessária.

## Prevalência
O quartzo de impacto é encontrado em todo o mundo, no limite K-T entre rochas do Cretácico e do Terciário. Trata-se de uma evidência adicional (além do enriquecimento em irídio) de que a transição entre as duas eras geológicas foi provocada por um grande impacto. Apesar do quartzo de impacto ter sido reconhecido apenas recentemente, Eugene Shoemaker encontrou-o em blocos de rocha usados em construções na localida bávara de Nördlingen.

## Estrutura
O quartzo de impacto está associado a dois polimorfos de sílica de alta pressão: coesite e stishovite. Estes polimorfos têm uma estrutura cristalina diferente da do quartzo normal. Mais uma vez, esta estrutura só pode formar-se sob pressão intensa, mas com temperaturas moderadas. Altas temperaturas recozeriam o quartzo, o que o regressaria à sua forma normal. A coesite e a stishovite são também indicadores de impacto (ou explosão nuclear).